# Dimie Ogoina
Dimie Ogoina (Port Harcourt, Nigeria, 2 de febrero de 1974 es un médico y científico nigeriano especializado en enfermedades infecciosas. Es profesor de medicina en la Universidad del Delta del Níger y director médico jefe de su hospital universitario. Es presidente de la Sociedad Nigeriana de Enfermedades Infecciosas así como Presidente del Comité de Emergencia de la OMS en el brote de viruela del mono de 2024.

## Vida
Ogoina cursó sus estudios secundarios en Lagos, Nigeria. Completó una Licenciatura en Medicina y Cirugía (BM- BS) en la Universidad Ahmadu Bello, donde estudió con los profesores Laszlo Egler y Geoffrey Onyemelukwe.
Tras su residencia, Ogoina trabajó como profesor y médico consultor en la clínica de VIH/SIDA del Hospital Universitario de la Universidad de Bingham en Jos. Después se incorporó a la Niger Delta Universidad del  (NDU) y al Hospital Universitario de la NDU, donde ha desempeñado varias funciones, como jefe de departamento, decano de la facultad de medicina, presidente del comité médico asesor y director médico jefe. Es profesor de medicina. Ogoina investiga sobre el VIH/SIDA y la resistencia a los antimicrobianos.En 2017, hizo una presentación sobre viruela del mono en Nigeria.
Desde 2023, es el actual presidente de la Sociedad Nigeriana de Enfermedades Infecciosas.

## Premios y distinciones
Fue incluido en la lista de Los 10 de Nature, edición de 2022, por sus contribuciones a la ciencia.
En abril de 2023, Ogoina también fue incluido en la lista Time 100 de las personas más influyentes del mundo por sus contribuciones científicas y sus esfuerzos por la equidad sanitaria mundial.